# Adalaria loveni
Adalaria loveni is een slakkensoort uit de familie van de Onchidorididae. De wetenschappelijke naam van de soort werd voor het eerst geldig gepubliceerd in 1862 door Alder & Hancock.